# Zaira georgiae
Zaira georgiae là một loài ruồi trong họ Tachinidae.